# Асбоцемент

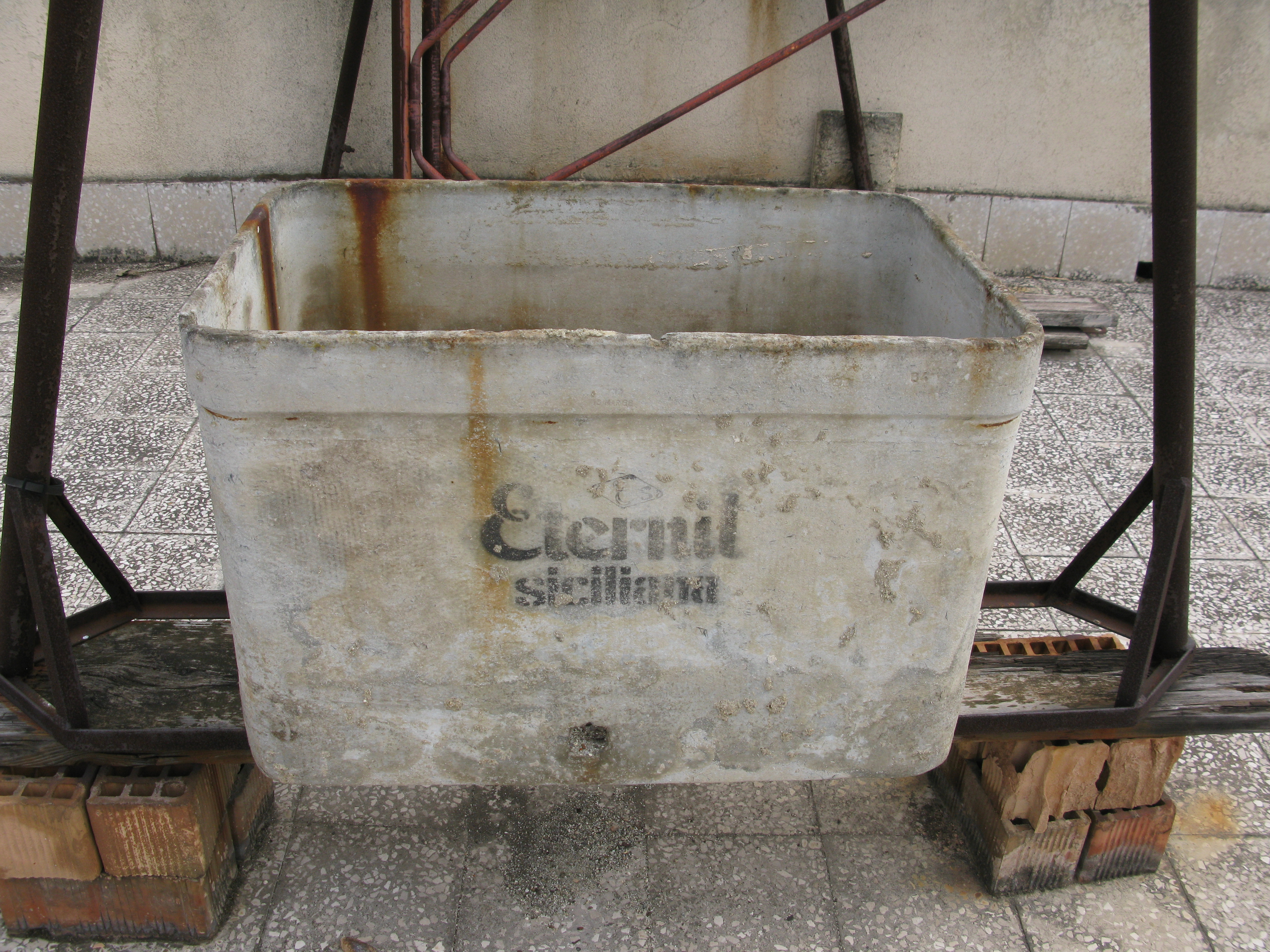
Старый бак для воды из асбестоцемента

Асбестоцемент — огнестойкий материал, состоящий из цемента с внедрением асбестовых волокон. Наличие в структуре волокон асбеста выполняет несущую роль и именно его наличие способствует повышению огнестойкости.

## Характеристики

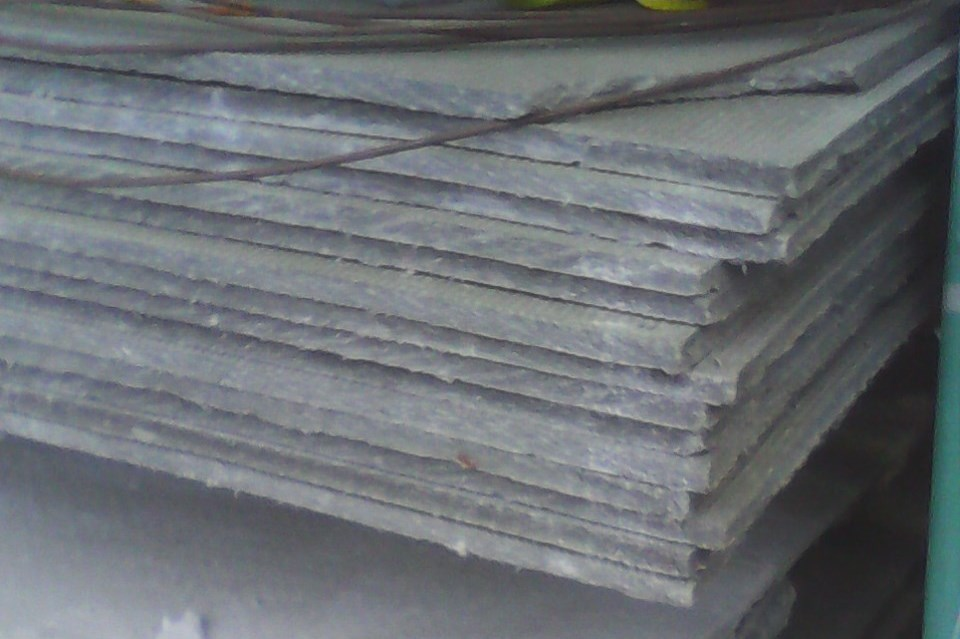
Асбестоцементные листы (плоский асбестоцементный шифер) толщиной 10 мм

Из-за армирующих свойств асбестовых волокон, не застывшая асбестоцементная масса характеризуется высокой растяжимостью и пластичностью, что позволяет изготавливать из не затвердевших ещё листовых полуфабрикатов разные объёмные и фигурные изделия. В твёрдом состоянии пределы прочности:
- на изгиб до 30 МН/м² (300 кгс/см²)
- на сжатие до 90 МН/м².

Ударная вязкость составляет 1800-2500 Дж/м² (1,8-2,5 кгс·м/см²). Плотность составляет 1550-1950 кг/м³.
Асбестоцемент обладает долговечностью, морозостойкостью (после 50 циклов замораживания-оттаивания уменьшение прочности на 10 %), водонепроницаемостью, огнестойкостью, химической стойкостью.
Недостатки: влажностная деформация (без дополнительных гидрофобизации и армирования), хрупкость, опасность для здоровья.

## Изготовление

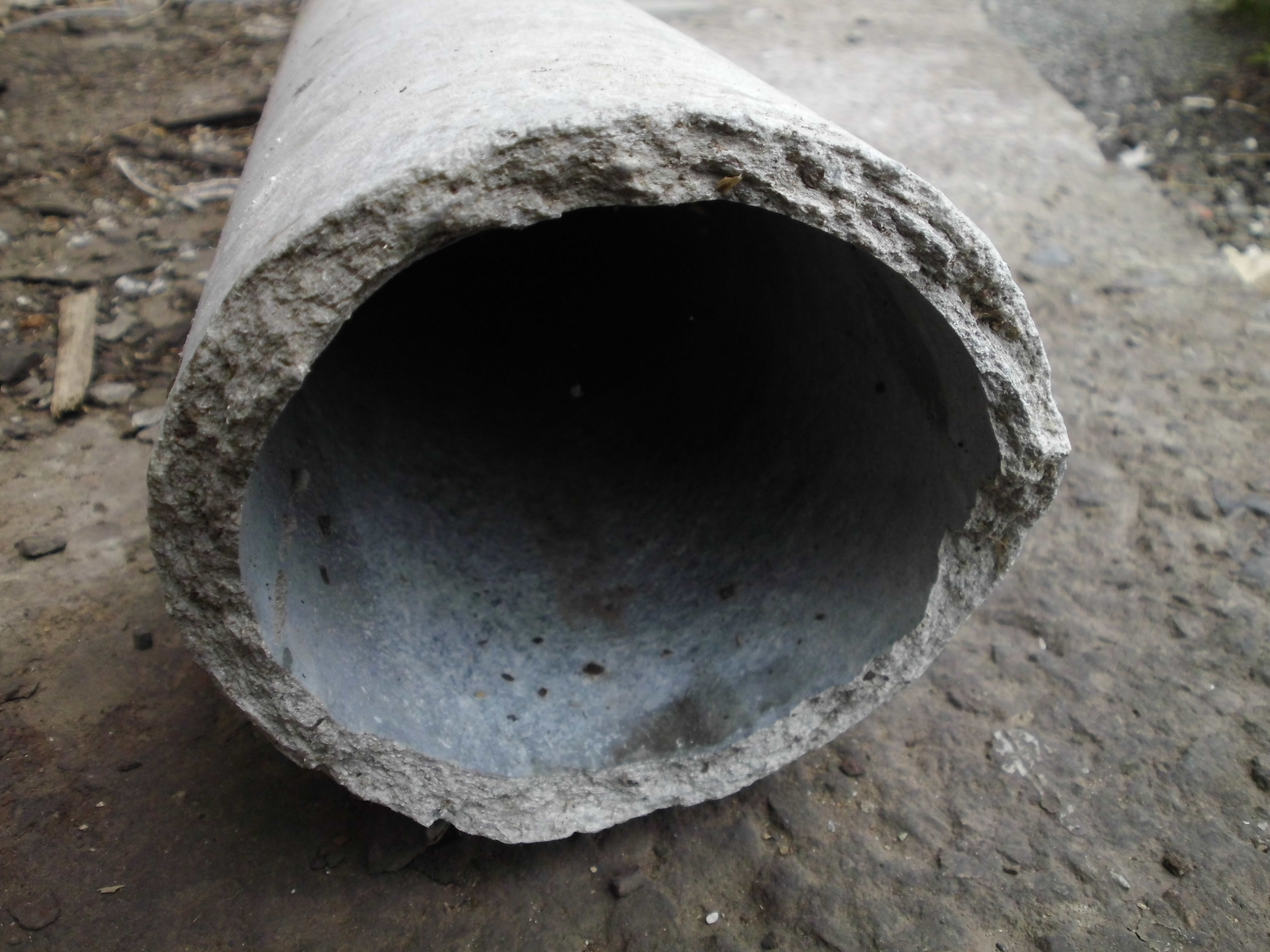
Структура на изломе асбестоцементной трубы

Асбоцементные изделия производятся путём залития портландцементом специально подготовленных асбестных волокон. Содержание асбеста составляет 12-20 %, обычно используется низкосортный асбест. Изготавливают на листоформовочных машинах или непрерывной прокаткой полусухой массы. Изделия применяются после полного застывания. Форм-фактор таких изделий может быть достаточно разнообразным: от плит (листов), шифера до труб и изделий специальной формы. Асбоцементные изделия имеют повышенную прочность, огнестойкость и водоотталкиваемость. Типичным изделием являются кровельный асбестоцементный шифер, трубы асбестоцементные. Асбестоцемент нашел широкое применение в строительстве.